# Entoloma glaucobasis
Entoloma glaucobasis är en svampart som tillhör divisionen basidiesvampar, och som beskrevs av Machiel Evert ("Chiel") Noordeloos. Entoloma glaucobasis ingår i släktet Entoloma, och familjen Entolomataceae. Arten är reproducerande i Sverige.